# Enicosanthum praestigiosum
Enicosanthum praestigiosum är en kirimojaväxtart som beskrevs av James Sinclair.
Enicosanthum praestigiosum ingår i släktet Enicosanthum och familjen kirimojaväxter. IUCN kategoriserar arten globalt som sårbar. Inga underarter finns listade i Catalogue of Life.